# File de poveste
File de poveste (titlu original: The Princess Bride) este un film american romantic de comedie fantastic de aventuri din 1987 regizat și co-produs de Rob Reiner. Este bazat pe romanul omonim de William Goldman, un romancier american, dramaturg și scenarist. Povestea este prezentată în film ca o carte care este citită de un bunic (Peter Falk) nepotului său care este bolnav (Fred Savage), păstrându-se astfel stilul narativ al romanului. În alte roluri joacă actorii Cary Elwes, Robin Wright, Mandy Patinkin și Chris Sarandon. Filmul este pe locul 50 al listei canalului Bravo cu  "100 cele mai amuzante filme", pe locul 88 în lista Institutului American de Film (AFI) a celor mai bune 100 de filme romantice (AFI's 100 Years...100 Passions) și pe locul 46 în lista Channel 4 a celor mai bune 50 de filme de comedie.
În 1 iulie 2019, filmul a fost clasat pe locul 219 în lista IMDb cu „250 cele mai bune filme”.
Filmul a fost lansat pentru prima dată în Statele Unite ale Americii la 25 septembrie 1987 și a fost bine primit de critici la acea vreme, dar a avut un succes modest la box office. În 2016, filmul a fost inclus în Registrul Național de Film, deoarece este considerat „important din punct de vedere cultural, istoric sau estetic”. În Statele Unite, este considerat un film idol.

## Prezentare
Un bunic îi citește o carte nepotului său bolnav, care inițial respinge povestea.
Povestea este despre Buttercup, o tânără care trăiește la o fermă din regatul fictiv Florin. Ori de câte ori îi spune fermierului Westley să facă ceva, el întotdeauna se conformează, spunând: „Cum dorești!”. Cei doi se îndrăgostesc, iar Westley pleacă după avere pe mări pentru a se putea căsători. Cu toate acestea, se crede că Westley este mort după ce nava sa a fost atacată de Groaznicul Pirat Roberts.
Cinci ani mai târziu, Buttercup este logodită cu forța cu prințul Humperdinck al regatului Florin. Înainte de nuntă, ea este răpită de trei haiduci: un sicilian pitic pe nume Vizzini, un gigant din Groenlanda pe nume Fezzik și un spaniol  maestru de scrimă pe nume Inigo Montoya. Montoya caută să se răzbune împotriva unui bărbat cu șase degete care i-a ucis tatăl. Un bărbat mascat în negru îi urmărește, la fel ca prințul Humperdinck și soldații săi.
Pe Stâncile Nebuniei, bărbatul în negru, care i-a urmărit pe cei trei răpitori, îl învinge pe Inigo într-un duel de scrimă și îl doboară, îl lasă inconștient pe Fezzik și îl păcălește pe Vizzini să bea o otravă mortală. O ia cu forța pe Buttercup și fuge cu aceasta de prințul Humperdinck. Buttercup ghicește corect că este Groaznicul Pirat Roberts, îl urăște pentru uciderea lui Westley și îl împinge într-o prăpastie. În timp ce cade, el strigă: „Cum dorești!” Dându-și seama că este Westley, ea se aruncă în prăpastie după el și se reîntâlnesc.
În timp ce își croiesc drum prin Mlaștina de Foc pentru a scăpa de Humperdinck și oamenii săi, Westley îi explică că titlul său de pirat (Groaznicul Pirat Roberts) este un titlu moștenit pe care și l-a asumat atunci când fostul Roberts fals dorea să se retragă. Acum, după ce a regăsit-o pe Buttercup, Westley intenționează să predea titlul altui pirat. Humperdinck îi prinde pe cei doi după ce ies din Mlaștina de Foc. Buttercup acceptă să se întoarcă cu Humperdinck după ce acesta promite că îl va elibera pe Westley. Humperdinck ordonă în secret vizirului său sadic, contele Rugen, să-l ducă pe Westley în camera sa de tortură, Groapa Disperării. Înainte de a fi doborât, Westley observă că Rugen are șase degete la mâna dreaptă.
Când Buttercup amenință cu sinuciderea dacă are loc nunta, Humperdinck promite fals că îl va găsi pe Westley pentru ea. Adevăratul său plan este să înceapă un război cu țara vecină, Guilder, ucigând-o pe Buttercup și dând vina pe Guilder pentru asta. L-a angajat în secret pe Vizzini să facă acest lucru înainte ca Westley să intervină. Între timp, Fezzik face parte din echipa de brute cărora li s-a ordonat să curețe Pădurea Hoților înainte de nuntă. Îl găsește pe bețivul Inigo care trăiește în pădure, îl trezește și îi povestește totul despre Rugen. Inigo crede că el și Fezzik au nevoie de ajutorul lui Westley pentru a asalta castelul bine păzit.
Buttercup își dă seama că Humperdinck nu l-a cautat deloc pe mări pe Westley și îi spune că este un laș. Furios, Humperdinck o închide pe Buttercup și îl torturează pe Westley. Inigo și Fezzik, care au fost ghidați de țipetele lui Westley prin pădure, îi găsesc cadavrul și îl duc la Max Miracol, un vindecător foarte popular. Westley „în mare parte mort” este reînviat de Max, deși este grav slăbit.
În timp ce Westley, Inigo și Fezzik atacă castelul, Humperdinck intră în panică și ordonă ca ceremonia de nuntă în desfășurare să fie scurtată. Inigo îl urmărește pe Rugen, care îl batjocorește despre moartea tatălui său. În ciuda rănilor sale, Inigo îl ucide în cele din urmă pe Rugen. Westley o localizează pe Buttercup, care crede că s-a căsătorit deja cu Humperdinck și este pe cale să se sinucidă. Westley o asigură că ceremonia este invalidă fără jurămintele de nuntă. Humperdinck îi descoperă și îl provoacă pe Westley la duel, dar Westley slăbit la pat se ridică și îl intimidează pe prinț să se predea chiar înainte ca Inigo să-i găsească. Ei aud vocea lui Fezzik afară care le arată patru cai pe care i-a găsit pentru a evada cu toții. Îl lasă pe Humperdinck legat de un scaun și sar în siguranță pe fereastră. După ce l-a ucis pe Rugen, Inigo nu este sigur ce să facă cu viața lui; Westley îi oferă titlul de Groaznicul Pirat Roberts. Când se ivesc zorii, Westley și Buttercup se sărută pasional.
Înapoi în dormitorul său, băiatul îl roagă cu nerăbdare pe bunicul său să-i citească din nou povestea a doua zi, la care bunicul îi răspunde:  „Cum dorești!”

## Distribuție

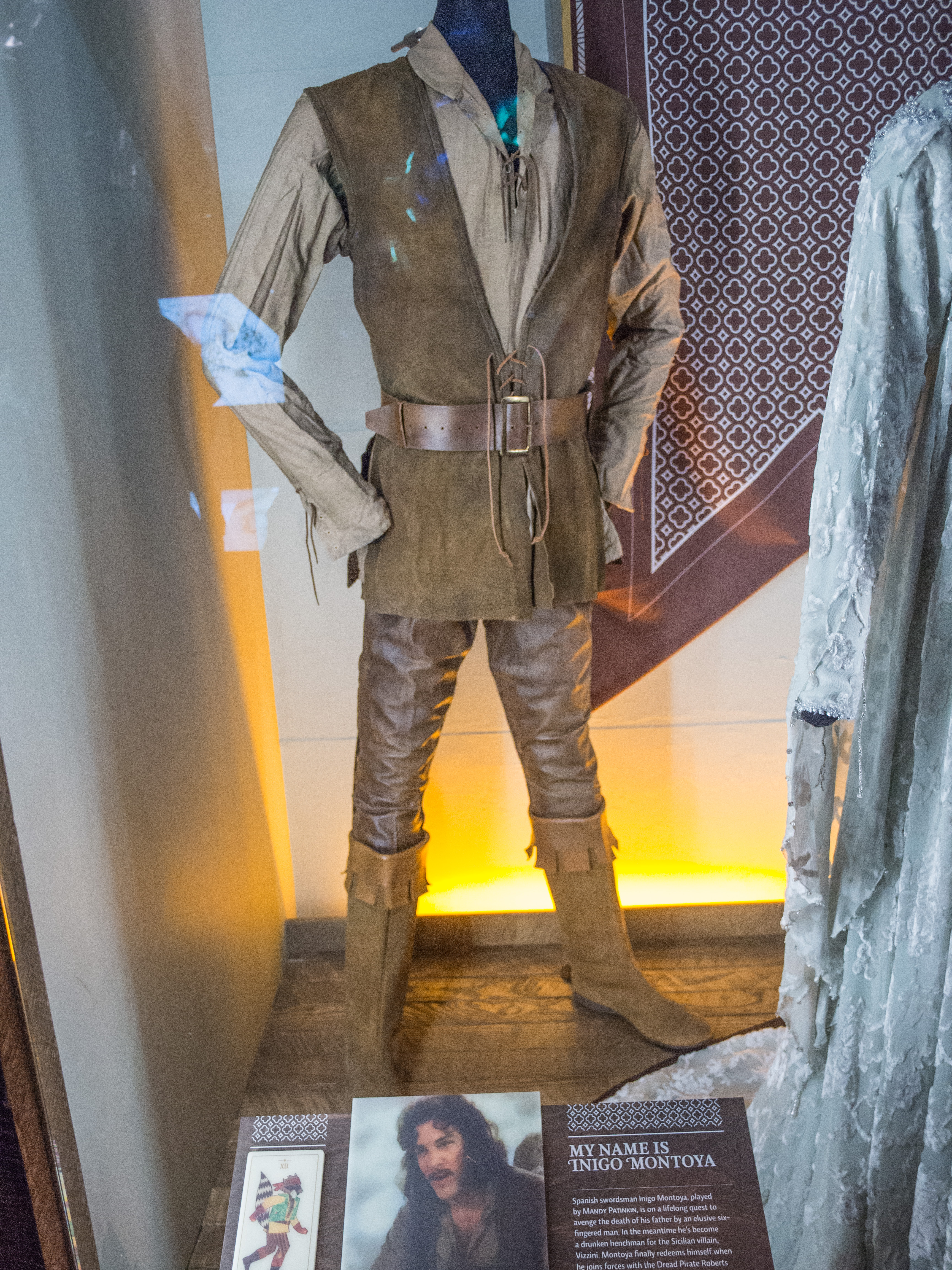

- Cary Elwes ca Westley/Dread Pirate Roberts/Omul în negru, un fermier, un pirat în negru și iubitul lui Buttercup.
- Robin Wright ca Buttercup, Prințesă de Florin și iubita lui Westley
- Chris Sarandon ca Prinț Humperdinck, moștenitorul tronului din Florin, care ajunge să fie logodit cu Buttercup.
- Christopher Guest - Contele Tyrone Rugen, vizirul prințului Humperdinck. El are șase degete la mâna dreaptă.
- Mandy Patinkin ca Inigo Montoya, un spaniol care s-a antrenat în scrimă de douăzeci de ani, ajungând să lupte și cu mâna stângă, astfel încât să prelungească duelurile sale. El vrea să se răzbune pe Contele Rugen pentru uciderea tatălui său.
- André the Giant ca Fezzik, un gigant și companion al lui Inigo.
- Wallace Shawn ca Vizzini, un autoproclamat geniu al crimei de origine siciliană și angajatorul lui Inigo și Fezzik.
- Billy Crystal ca Miracle Max, ultimul muncitor al minunilor din Florin, care a fost concediat de Humperdinck cu mulți ani în urmă și care salvează viața lui Westley ca să se răzbune pe Prinț.
- Carol Kane ca Valerie, soția lui Max.
- Peter Cook ca Preotul Impresionant, preotul de la nunta lui Humperdinck și a lui Buttercup. El nu poate pronunța corect "R"-urile sau "L"-urile.
- Mel Smith ca  Albino, torționar adjunct al contelui Rugen.
- Margery Mason ca Ancient Booer, o femeie din visele lui Buttercup.
- Malcolm Storry ca Yellin, un soldat din Florin.
- Willoughby Gray ca Regele, tatăl Prințului Humperdinck.
- Anne Dyson ca Regina, mama Prințului Humperdinck.
- Peter Falk ca Bunicul/Narator.
- Fred Savage ca Nepotul.
- Betsy Brantley ca Mama.

## Primire
Filmul a avut inițial un succes modest, câștigând 30,8 milioane de dolari americani la box office-ul din SUA și Canada, la un buget de producție de 16 milioane de dolari.
Filmul a fost apreciat de critici. Pe Rotten Tomatoes, filmul are un rating de 97% pe baza a 71 de recenzii din partea criticilor, cu un scor mediu de 8,34/10. Consensul site-ului spune: „O poveste de basm încântătoare post-modernă, File de poveste este un amestec înțelept de prostie, romantism și comedie care preia povestea veche a domnișoarei în dificultate și împrospătează".
Pe Metacritic , filmul are un scor de 77 din 100, pe baza a 20 de recenzii, cu „recenzii favorabile în general”.
Publicul chestionat de CinemaScore a acordat filmului un „A+” pe o scară de la A la F.
Gene Siskel și Roger Ebert au acordat filmului un rating „două degete în sus” în programul lor de televiziune. De asemenea, Ebert a scris o recenzie foarte favorabilă în coloana sa din ziarul Chicago Sun-Times.
Richard Corliss de la revista Time a spus că filmul a fost distractiv pentru întreaga familie, iar Time l-a numit mai târziu ca unul dintre „Cele mai bune din 1987”.
Janet Maslin de la The New York Times a lăudat distribuția și atmosfera filmului.